# Monte Cornacchia (Appennino abruzzese)
Il monte Cornacchia (2003 m s.l.m.) è una montagna del piccolo gruppo montuoso della Serra Lunga nell'Appennino abruzzese.

## Descrizione
Si trova al confine tra Lazio e Abruzzo, tra le province di Frosinone e dell'Aquila, tra i comuni di Pescosolido (FR), dove si trova la vetta (2003 m s.l.m.) e quelli di Villavallelonga (AQ) e Balsorano (AQ). Intorno ai 1900 m s.l.m. si trovano le cime del monte La Brecciosa e del monte Croce.
Nel versante meridionale si origina il torrente Lacerno, che confluisce nel Liri nei pressi di Sora.